# Raashi Khanna
Raashii Khanna (nacida el 30 de noviembre de 1990) es una actriz y corista india que trabaja fundamentalmente en las industrias cinematográficas telugu, tamil e hindi . Hizo su debut como actriz en un papel secundario con la película hindi Madras Cafe (2013) y posteriormente hizo su debut como protagonista femenina con la película telugu Oohalu Gusagusalade (2014), en tamil con Imaikkaa Nodigal (2018) y malayalam con Villain (2017).
Ha aparecido en varias películas de éxito comercial como Bengal Tiger (2015), Supreme (2016), Jai Lava Kusa (2017), Tholi Prema (2018), Imaikkaa Nodigal (2018), Venky Mama (2019), Prati Roju Pandage (2019). ), Thiruchitrambalam (2022), Sardar(2022) y se consagró como una de las principales actrices del cine telugu y tamil. Khanna también ha cantado algunas canciones para películas.

## Primeros años
Khanna nació el 30 de noviembre de 1990 y es oriunda de Delhi . Cursó sus estudios en St. Mark's Senior Secondary Public School, Delhi y se graduó con una licenciatura en artes con honores en inglés en Lady Shri Ram College, Delhi.
Según Khanna, ella era una académica superior que era extremadamente estudiosa, geek durante sus días de escuela y universidad. Cuando Khanna era joven, quería convertirse en cantante, pero a medida que crecía, estaba más interesada en estudiar y aspiraba a convertirse en oficial de la IAS . Khanna afirma que no tenía interés en modelar ni pensó en convertirse en actriz y que fue su destino lo que la convirtió en actriz. Durante sus días de universidad, probó suerte con la redacción de anuncios, antes de aventurarse a actuar en varios anuncios antes de las películas.

## Carrera

### Debut y ascenso en el cine telugu (2013-2015)
Khanna hizo su debut en la pantalla con un papel secundario en la película de suspenso de espías políticos hindi de 2013 Madras Cafe dirigida por Shoojit Sircar, donde interpretó el papel de Ruby Singh, la esposa de un oficial de inteligencia indio interpretado por John Abraham, quien también fue el productor. Tuvo que someterse a talleres de actuación antes de asumir el papel.  La película, en particular la historia y la dirección, impresionó a la mayoría de los críticos indios. Al revisar la película, Saibal Chatterjee de NDTV declaró que Khanna "tiene un impacto en una aparición breve pero significativa". Madras Cafe fue un éxito de taquilla y recaudó más de 100 millones de crore .
Impresionado con su actuación en Madras Cafe, el actor Srinivas Avasarala se acercó a ella para el papel principal femenino en su debut como director Oohalu Gusagusalade, que también contó con él y Naga Shaurya en los papeles principales, que firmó a fines de octubre de 2013 después de considerar muchas otras películas del sur, y agregó que el alcance de la actuación la hizo firmar la película. Khanna inicialmente sintió que sería más un papel de baile con poco margen para la actuación cuando se le acercó para la narración, pero encontró a su personaje prácticamente en cada escena de la película. Llamó a su personaje Prabhavati como una niña gris, obstinada y arrogante pero de una manera adorable, que afirmó ser muy diferente de lo que era en la vida real, excepto por el hecho de que proviene de Delhi. Khanna confirmó a principios de abril de 2014 que apareció en un pequeño papel en la película en telugu Manam, que tuvo su estreno en cines antes de Oohalu Gusagusalade . [lower-alpha 1] Oohalu Gusagusalade recibió críticas positivas de los críticos y Khanna recibió elogios por su trabajo. Sangeetha Devi Dundoo de The Hindu la llamó una "actora con potencial", mientras que Hemanth Kumar de The Times of India declaró que dio una actuación "encomiable" que ayudó a la película hasta cierto punto. La película fue un éxito comercial en taquilla.

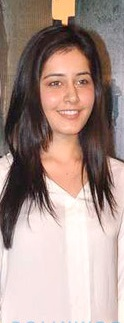
Khanna en el lanzamiento de First look de Madras Cafe

Su siguiente película en telugu fue Joru, dirigida por Kumar Nagendra junto a Sundeep Kishan, que firmó después de Madras Cafe y mientras filmaba para Oohalu Gusagusalade . Interpretó el papel de Annapurna, a quien Khanna describió como una chica "moderna pero tradicional" que "es muy emocional y llora en un abrir y cerrar de ojos", al que llamó exactamente lo contrario del personaje de Prabhavati que interpretó en su película anterior. . Sangeetha Devi Dundoo de The Hindu declaró que brinda consuelo junto con Kishan, Brahmanandam y Saptagiri en una película que fue "decepcionada por una escritura incoherente y una ejecución amateur". Joru fue un fracaso comercial en taquilla.
La siguiente película de Khanna fue Jil, dirigida por Radha Krishna Kumar junto a Gopichand, que firmó a principios de julio de 2014 después de que los creadores se acercaron a ella considerando su actuación en Oohalu Gusagusalade . La película recibió críticas mixtas de los críticos. A principios de mayo de 2015, firmó para la película Shivam junto a Ram Pothineni . La película recibió críticas negativas de los críticos y tuvo un mal desempeño en taquilla.

### Éxito y mayor aventura en otros idiomas (2015-presente)
Su siguiente lanzamiento fue Tigre de Bengala junto a Ravi Teja dirigida por Sampath Nandi . La película se abrió con críticas mixtas, pero fue un éxito comercial en taquilla. Recaudó ₹ 405 millones  a nivel mundial y se convirtió en la octava película telugu más taquillera de 2015.
En 2016, su primer lanzamiento fue Supreme, en el que protagonizó junto a Sai Dharam Tej, y fue un éxito comercial, con críticos elogiando su sincronización cómica en su interpretación de Bellam Sridevi, una policía que se mete en situaciones divertidas. Su siguiente lanzamiento fue Hyper, junto a Ram Pothineni por segunda vez, que se abrió a críticas mixtas y fue un promedio más grosero en la taquilla.

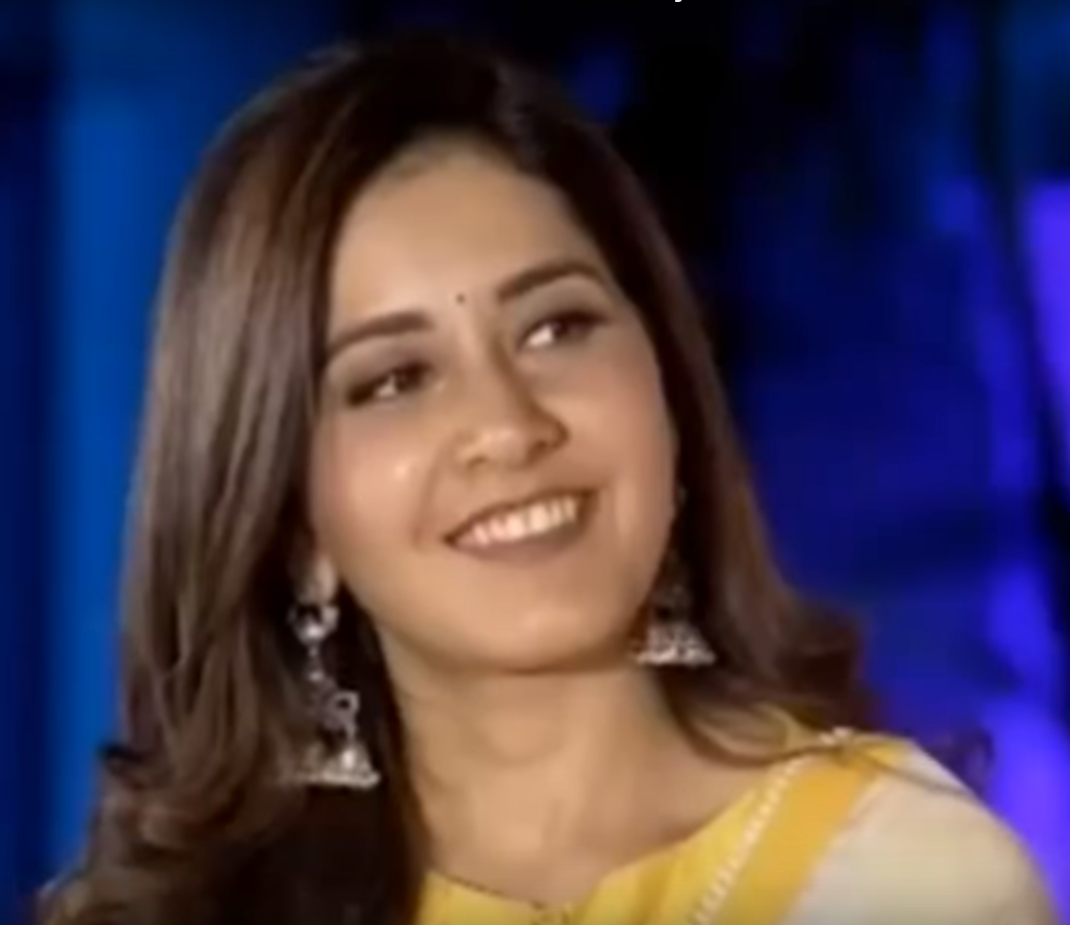
Khana en 2018

En 2017, su primer lanzamiento fue Jai Lava Kusa, junto a NT Rama Rao Jr., que recibió críticas positivas y se convirtió en un éxito de taquilla al recaudar más de 100 millones de ₹ . Más tarde hizo su debut en malayalam con Villain, protagonizada por Mohanlal y Vishal, dirigida por B. Unnikrishnan, donde interpretó a un policía en la película. La película se abrió a críticas positivas y los críticos elogiaron su actuación como una policía dura e investigadora y la película tuvo una buena carrera en la taquilla. Su último lanzamiento de 2017 fue Oxygen, marcando su segunda colaboración con Gopichand, abriéndose a críticas mixtas y la película pasó a ser un promedio más taquillera en la taquilla. En 2018, su primer lanzamiento fue Touch Chesi Chudu, marcando su segunda colaboración con Ravi Teja . Aunque la película tuvo un gran entusiasmo antes del lanzamiento, más tarde se estrenó con críticas mixtas a negativas y no tuvo éxito en la taquilla. En un lapso de una semana, su siguiente lanzamiento fue Tholi Prema junto a Varun Tej, que se abrió con elogios generalizados de la crítica y el público por igual, y los críticos elogiaron su actuación como Varsha como su mejor actuación y también aplaudieron la química entre la pareja principal. . Su siguiente lanzamiento fue Srinivasa Kalyanam, junto a Nithiin, dirigida por el ganador del Premio Nacional Satish Vegesna, que se abrió a críticas mixtas, pero se agradeció la química entre la pareja principal. Su siguiente lanzamiento fue Imaikkaa Nodigal, con múltiples estrellas, que marcó su debut en el cine tamil y recibió críticas muy positivas, y los críticos elogiaron su actuación como el personaje de la chica de al lado y fue un éxito comercial en la taquilla. Su siguiente lanzamiento en tamil fue Adanga Maru, junto a Jayam Ravi, que recibió críticas positivas de los críticos y se convirtió en un éxito comercial en la taquilla.
En 2019, su primer lanzamiento fue Ayogya junto a Vishal, que fue una nueva versión oficial del éxito en telugu de 2015, Temper, que recibió críticas generalmente positivas de la audiencia y la crítica. A la película le fue considerablemente bien en taquilla. Su siguiente lanzamiento fue Sangathamizhan junto a Vijay Sethupathi, que recibió críticas mixtas, pero Khanna recibió elogios por su actuación. En diciembre de 2019, tuvo dos lanzamientos, Venky Mama junto a Naga Chaitanya y Venkatesh, que recibió críticas mixtas, y Prati Roju Pandage, que marcó su segunda colaboración con Sai Dharam Tej, que recibió críticas generalmente positivas y los críticos elogiaron su sincronización cómica en su actuación como " Angel" Aarna, una chica muy obsesionada consigo misma del pueblo de Rajahmundry. Ambas películas fueron un éxito comercial en la taquilla.
Su único lanzamiento en 2020 fue World Famous Lover junto a Vijay Deverakonda, que se abrió a críticas negativas y no tuvo un buen desempeño en la taquilla.
En 2021, su primer lanzamiento fue Tughlaq Durbar, marcando su segunda colaboración con Vijay Sethupathi . La película no optó por un estreno en cines y tuvo su estreno televisivo directo antes de un estreno OTT. La película recibió críticas mixtas de los críticos. En octubre de 2021, Khanna estrenó dos de sus películas. El primer lanzamiento fue Bhramam junto a Prithviraj Sukumaran, que tuvo un lanzamiento OTT directo solo en India y un estreno en cines en el extranjero. La película fue una nueva versión en malayalam de la película hindi de 2018 Andhadhun . La película recibió críticas generalmente positivas de los críticos. Su siguiente lanzamiento en el mismo mes fue Aranmanai 3 junto a Arya . A pesar de recibir críticas mixtas a negativas de los críticos, La película fue un éxito comercial en la taquilla. 
En 2022, el primer lanzamiento de Khanna fue Rudra: The Edge of Darkness junto a Ajay Devgn, que también marca su debut en la transmisión digital . Es una adaptación del programa de televisión británico Luther . La serie web se abrió a críticas muy positivas de los críticos. En julio de 2022, Khanna tuvo dos lanzamientos. El primer lanzamiento fue Pakka Commercial , marcando su tercera colaboración con Gopichand . La película recibió críticas mixtas de los críticos tras su estreno. El siguiente lanzamiento en el mismo mes fue Gracias , marcando su segunda colaboración con Naga Chaitanya . La película recibió críticas mixtas a negativas tras su lanzamiento, pero se agradeció la actuación de Khanna como una "mujer madura y sofocada". Ambas películas tuvieron malas rachas en la taquilla. Su próximo lanzamiento en agosto de 2022 fue Thiruchitrambalam, protagonizada por Dhanush . La película recibió críticas muy favorables tras su lanzamiento, y los críticos apreciaron las actuaciones del elenco de la película. Thiruchitrambalam se convirtió en un éxito de taquilla al recaudar más de 100 millones de ₹ en todo el mundo. Su siguiente lanzamiento en octubre fue Sardar junto a Karthi . La película se abrió con excelentes críticas tanto de la audiencia como de la crítica tras su estreno. Sardar se convirtió en el segundo ₹ 100 millones de rupias más bruto en todo el mundo para Khanna en el mismo año calendario.
En 2023, el primer lanzamiento de Khanna fue Farzi, dirigido por Raj Nidimoru y Krishna DK de The Family Man, junto con Shahid Kapoor y Vijay Sethupathi . La serie se abrió a críticas en su mayoría positivas de los críticos.

## Filmografía

### Películas
| Año  | Título              | Papel                        | Idioma    | Notas                                       |
| ---- | ------------------- | ---------------------------- | --------- | ------------------------------------------- |
| 2013 | Madras Cafe         | Ruby Singh                   | Hindi     |                                             |
| 2014 | Manam               | Prema                        | Telugu    | Aparición estelar                           |
| 2014 | Oohalu Gusagusalade | Sri Sai Sirisha Prabhavati   | Telugu    |                                             |
| 2014 | Joru                | Annapoorna                   | Telugu    |                                             |
| 2015 | Jil                 | Savithri                     | Telugu    |                                             |
| 2015 | Shivam              | Tanu                         | Telugu    |                                             |
| 2015 | Bengal Tiger        | Shraddha                     | Telugu    |                                             |
| 2016 | Supreme             | Bellam Sridevi               | Telugu    |                                             |
| 2016 | Hyper               | Bhanumathi                   | Telugu    |                                             |
| 2017 | Jai Lava Kusa       | Priya                        | Telugu    |                                             |
| 2017 | Raja the Great      | Herself                      | Telugu    | Aparición especial en la canción "Tummeda". |
| 2017 | Villain             | Harshitha Chopra             | Malayalam |                                             |
| 2017 | Oxygen              | Shruti                       | Telugu    |                                             |
| 2018 | Touch Chesi Chudu   | Pushpa                       | Telugu    |                                             |
| 2018 | Tholi Prema         | Varsha                       | Telugu    |                                             |
| 2018 | Srinivasa Kalyanam  | Rudraraju Sridevi a.k.a. Sri | Telugu    |                                             |
| 2018 | Imaikkaa Nodigal    | Krithika "Krithi" Rao        | Tamil     |                                             |
| 2018 | Adanga Maru         | Anitha                       | Tamil     |                                             |
| 2019 | Ayogya              | Sindhu                       | Tamil     |                                             |
| 2019 | Sangathamizhan      | Kamalini                     | Tamil     |                                             |
| 2019 | Venky Mama          | Harika                       | Telugu    |                                             |
| 2019 | Prati Roju Pandage  | "Angel" Aarna                | Telugu    |                                             |
| 2020 | World Famous Lover  | Yamini                       | Telugu    |                                             |
| 2021 | Tughlaq Durbar      | Kamakshika                   | Tamil     |                                             |
| 2021 | Bhramam             | Anna Simon                   | Malayalam |                                             |
| 2021 | Aranmanai 3         | Jyothi                       | Tamil     |                                             |
| 2022 | Pakka Commercial    | Lawyer Jhansi                | Telugu    |                                             |
| 2022 | Thank You           | Priya                        | Telugu    |                                             |
| 2022 | Thiruchitrambalam   | Anusha                       | Tamil     |                                             |
| 2022 | Sardar              | Shalini                      | Tamil     |                                             |
| 2023 | Yodha               |                              | Hindi     |                                             |

### Series web
| Año  | Título               | Rol               | Notas | Ref. |
| ---- | -------------------- | ----------------- | ----- | ---- |
| 2022 | The Edge of Darkness | Dr. Aliyah Choksi |       |      |
| 2023 | Farzi                | Megha Vyas        |       |      |

## Discografía
| Año  | Película               | Canción           | Director musical     | Idioma    | Notas           |  |
| ---- | ---------------------- | ----------------- | -------------------- | --------- | --------------- |  |
| 2014 | Joru                   | "Joru"            | Bheems Ceciroleo     | Telugu    | Theme song      |  |
| 2017 | Villain                | "Villain Theme"   | 4 Musics             | Malayalam | Theme song      |  |
| 2017 | Balakrishnudu          | "Raashi Thariraa" | Mani Sharma          | Telugu    |                 |  |
| 2017 | Jawaan                 | "Bangaru"         | S. Thaman            | Telugu    |                 |  |
| 2019 | Oorantha Anukuntunnaru | "Kanna"           | K. M. Radha Krishnan | Telugu    | Reprise version |  |
| 2019 | Prati Roju Pandage     | "You Are My High" | S. Thaman            | Telugu    |                 |  |

## Premios y nominaciones
| Año  | Premio                                  | Categoría                       | Idioma(s) | Película(s)         | Resultado |        |
| ---- | --------------------------------------- | ------------------------------- | --------- | ------------------- | --------- | ------ |
| 2014 | Producers Guild Film Awards             | Best Debut Actress              | Hindi     | Madras Cafe         | Nominada  | [ 74 ] |
| 2014 | Producers Guild Film Awards             | Best Actress in Supporting Role | Hindi     | Madras Cafe         | Nominada  | [ 74 ] |
| 2015 | South Indian International Movie Awards | Best Female Debut (Telugu)      | Telugu    | Oohalu Gusagusalade | Ganadora  | [ 75 ] |
| 2015 | CineMAA Awards                          | Best Female Debut               | Telugu    | Oohalu Gusagusalade | Ganadora  |        |
| 2016 | Zee Telugu Apsara Awards                | Most Glamorous Diva of the Year | Telugu    | ———                 | Ganadora  | [ 76 ] |
| 2017 | TSR TV9 National Film Awards            | Best Actor (Female)             | Telugu    | Jai Lava Kusa       | Ganadora  | [ 77 ] |
| 2019 | Zee Cine Awards Telugu                  | Entertainer of the Year         | Telugu    | Tholi Prema         | Ganadora  | [ 78 ] |
| 2021 | South Indian International Movie Awards | Best Actress – Telugu           | Telugu    | Prati Roju Pandage  | Nominada  | [ 79 ] |